# Bolesławeik

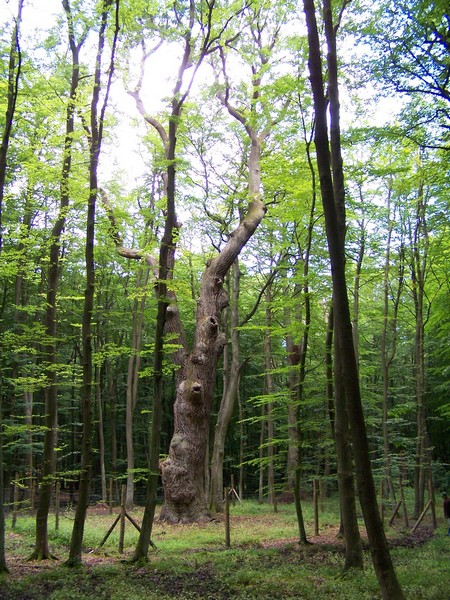
Bolesławeik (2005)

De Bolesławeik is een zomereik (Quercus robur) die groeit in het Kolbergerbos in Polen. Dit bos ligt binnen de gemeentegrenzen van de plaats Ustronie Morskie op een afstand van ongeveer 15 kilometer van de stad Kołobrzeg. De boom is met een leeftijd van ongeveer 800 jaar een van de oudste natuurmonumenten in Polen. De Bolesławeik is 32 meter hoog en de omtrek gemeten op borsthoogte bedraagt 691 centimeter. De diameter van de kroon bedraagt 20 meter.
Voordat de leeftijd van de Boleslaweik bepaald werd, nam men aan dat de Chrobryeik met een leeftijd van minstens 740 jaar het oudste natuurmonument van Polen was. Op 19 augustus in het jaar 2000 werd de boom vernoemd naar koning Bolesław I van Polen.